# Momoko Mizota
Momoko Mizota (jap. 溝田桃子 Mizota Momoko; ur. 5 marca 1996) – japońska lekkoatletka specjalizująca się w chodzie.
W 2013 zdobyła srebro mistrzostw świata juniorów młodszych w Doniecku na dystansie 5000 metrów.

## Osiągnięcia
| Rok  | Impreza                               | Miejsce | Konkurencja         | Lokata     | Wynik    |
| ---- | ------------------------------------- | ------- | ------------------- | ---------- | -------- |
| 2013 | Mistrzostwa świata juniorów młodszych | Donieck | chód na 5000 metrów | 2. miejsce | 22:42,77 |

## Rekordy życiowe
- chód na 5000 metrów – 22:42,77 (2013)